# Naturalismus (Philosophie)
Der Naturalismus ist die Auffassung, dass die Welt als ein rein von der Natur gegebenes Geschehen zu begreifen ist. Er geht davon aus, dass alles natürliche Ursachen hat und dass es nichts Übernatürliches gibt. Diese Annahme, die oft auch durch den Spruch „Alles ist Natur“ pointiert wird, lässt für sich genommen offen, wie der Begriff der Natur zu umgrenzen ist. Versteht man unter Natur allein die physische Natur, so ergibt sich aus dem Spruch „Alles ist Natur“ eine materialistische oder physikalistische Position. Derartige Theorien vertreten, dass auch der Geist oder das Bewusstsein Teil der physischen Natur sei oder alternativ gar nicht oder höchstens als Illusion existiere.
Die naturalistische Position geht auf die griechische Antike zurück: Natur (physis) bezeichnete hier all das, was nicht vom Menschen geschaffen ist. Der Mensch selbst ist ein Naturwesen wie alle anderen Kreaturen auch. Auch spätere Veränderungen eines natürlichen Gegenstandes (z. B. pflügen, zerlegen, hegen) machten aus ihm keinen Kulturgegenstand. Dies galt allein für das komplexe Zusammenfügen natürlicher Komponenten zu vollkommen neuen Werken (z. B. Werkzeuge, Kunstwerke, Bauwerke). Die Naturvorstellung einiger antiker Philosophen entspricht in gewisser Weise der intuitiven Leitkategorie des alltäglichen Denkens.
Als Naturalismus kann seit dem frühen 17. Jahrhundert jede Lehre bezeichnet werden, die allein die Natur zum Grund und zur Norm aller Erscheinungen erklärt. Dies entstand vor allem aus der Motivation heraus, sich von übernatürlichen Phänomenen im religiösen Sinne abzugrenzen. Ein so verstandener Naturalismus lehnt etwa die Existenz von Wundern und übernatürlichen Wesen ab.
Bei modernen naturalistischen Theorien seit Anfang des 20. Jahrhunderts steht jedoch oft der Begriff der Naturwissenschaft und nicht der Begriff der Natur im Vordergrund. Dabei wird argumentiert, dass die Naturwissenschaften zu den grundlegenden Beschreibungen der Strukturen der Welt führten und in diesem Sinne philosophischen, geisteswissenschaftlichen und alltäglichen Methoden überlegen seien. Für einen Naturalisten in diesem Sinn sind die Naturwissenschaften für die Beschreibung und Erklärung der Welt „das Maß aller Dinge“.
Der Supranaturalismus ist eine zum Naturalismus konträre Gegenposition, die insbesondere im Zusammenhang mit Offenbarungsreligionen vertreten wird.

## Merkmale und Varianten naturalistischer Theorien
Naturalistische Theorien teilen den Anspruch, ein Weltbild zu entwerfen, das an den Erklärungsmethoden der Naturwissenschaften orientiert ist. In diesem Sinne lassen sich einige typische Merkmale des Naturalismus identifizieren: Realismus, Physikalismus, Religionskritik, Reduktionismus, eine Eingrenzung auf die Methoden der Naturwissenschaften und eine Ablehnung der Metaphysik. Diese Merkmale sind aber nicht zwingend, zwingend ist nur die Ablehnung übernatürlicher Entitäten (Götter, Teufel, Wunder, Wiedergeburt, Karma, unsterbliche Seele und Ähnliches). Als übernatürlich gilt, was nicht mit den Naturgesetzen vereinbar ist.
Es ist also keines dieser Merkmale notwendig und es werden folglich sehr verschiedene Varianten des Naturalismus vertreten. In einer generellen Klassifikation naturalistischer Positionen wird häufig zwischen einem ontologischen (auch metaphysischen) und einem methodischen Naturalismus unterschieden. Während der ontologische Naturalismus eine These über die Natur der Welt formuliert (etwa: Die Welt besteht allein aus physischen Teilchen und ihren Eigenschaften), betrachtet der methodische Naturalismus die Orientierung an den Methoden der Naturwissenschaften als zentrales Merkmal des Naturalismus.
Ein naturalistisches Menschenbild erlangte größere Popularität erstmals durch die Evolutionstheorie von Charles Darwin. Auf diesem aufbauend, vertraten auch Marx und Engels ein materialistisches, wissenschaftliches Weltbild. Allerdings enthält der Marxismus noch zahlreiche soziologische und politische Komponenten, die nicht Teil des Naturalismus sind.
Moderne naturalistische Positionen, die sich auf die Erkenntnisse der Evolutions- und Humanbiologie stützen und traditionelle erkenntnistheoretische, sozialwissenschaftliche und psychologische Probleme mit Hilfe der Biologie zu klären versuchen, sind die evolutionäre Erkenntnistheorie und die Soziobiologie. Derartige Ansätze werden von ihren Gegnern als biologistisch bezeichnet.
Inwiefern sich die naturalistische Auszeichnung der Naturwissenschaften selbst argumentativ begründen lässt, bleibt in der Debatte umstritten. Antinaturalisten halten die naturalistische Perspektive auf die Welt daher häufig für eine nicht begründbare Einstellung, die anderen Weltbildern oder Glaubenssystemen argumentativ in keiner Weise überlegen ist.

### Religionsphilosophie

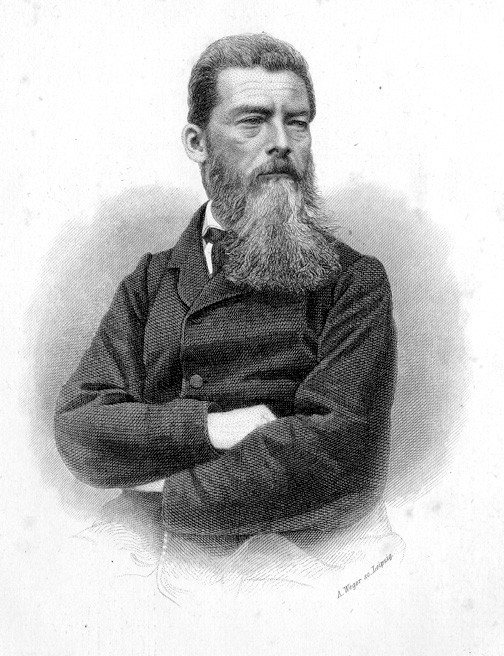
Ludwig Feuerbach entwickelte eine naturalistische Religionsphilosophie. (Stich von August Weger)

Zunächst werden natürliche Phänomene im Naturalismus oft in Abgrenzung zu religiösen oder mystischen Phänomenen verstanden. Die religionskritische Komponente des Naturalismus hat insbesondere in den USA in der ersten Hälfte des 20. Jahrhunderts eine große Rolle gespielt. Die Kernthese dieses frühen Naturalismus lautet, dass es keine Phänomene gibt, die sich grundsätzlich einer naturwissenschaftlichen Beschreibung widersetzen. So erklärte etwa Thelma Lavine: „Der Nerv des naturalistischen Prinzips ist, dass die naturwissenschaftliche Analyse nicht auf ein bestimmtes Gebiet eingeschränkt werden darf, sondern auf jeden Phänomenbereich ausgedehnt werden kann.“
In Bezug auf Religionen hat dies zwei Konsequenzen. Zum einen soll es keine religiösen Phänomene geben, die sich grundsätzlich einer wissenschaftlichen Beschreibung entziehen. Dies impliziert die Ablehnung eines immateriellen Gottes, aber auch aller übernatürlichen Phänomene, etwa von Wundern oder übersinnlichen Erfahrungen. Zudem enthält ein so verstandener Naturalismus auch die positive These der wissenschaftlichen Erforschbarkeit religiöser Phänomene. Eine in diesem Sinne naturalisierte Religionsphilosophie findet sich bei Ludwig Feuerbach, der religiöse Phänomene als sozialpsychologisch erklärbare Projektionen verstand. Für Naturalisten können also auch Religionen als psychologische, soziale oder biologische Phänomene Objekte wissenschaftlicher Forschung sein. Eine solche wissenschaftliche Forschung geschieht etwa in der Religionspsychologie. Eine neuere Disziplin ist die so genannte Neurotheologie, in der Verbindungen zwischen Gehirnprozessen und religiösen Erfahrungen hergestellt werden sollen.
Noch heute kann man beobachten, dass der Naturalismus bei einigen Vertretern mit einer offensiv atheistischen Einstellung verbunden ist; Beispiele hierfür sind etwa Daniel Dennett und Richard Dawkins. Andererseits spielt die Frage nach religiösen Phänomenen in der gegenwärtigen Naturalismusdebatte nur eine untergeordnete Rolle, da die Naturwissenschaft sich bewusst nur mit Fragen auseinandersetzt, die sich mit wissenschaftlichen Methoden untersuchen lassen. Diese Beschränkung hat nicht zwangsläufig zur Folge, dass Naturalisten das „Übernatürliche“ als nicht-existent ablehnen, sondern es ist lediglich nicht Gegenstand der Theorienbildung. So sind etwa viele Evolutionsbiologen theistische Evolutionsbefürworter, die gleichermaßen an Gott als Schöpfer der Naturgesetze und Evolutionsmechanismen glauben.
Insofern kann man den Naturalismus nicht durch seine religionskritischen Aspekte definieren, da die meisten naturalismuskritischen Positionen der Gegenwart nicht mit religiösen Ideen verbunden sind. So ist es für die gegenwärtige Naturalismuskritik oft zentral, für die Autonomie der Kultur- und Geisteswissenschaften zu argumentieren oder auf die Probleme naturwissenschaftlicher Theorien des Geistes hinzuweisen. Ein weiteres Thema gegenwärtiger Antinaturalisten ist die Subjektivität und Perspektivengebundenheit moderner Naturwissenschaften. All diese Themen sind unabhängig von religiösen Fragen, weswegen die Religionskritik nicht als das definierende Merkmal des gegenwärtigen Naturalismus angesehen werden kann. Darüber hinaus sind unter anderem nach Gerhard Lenski und Robert Merton bis in die Gegenwart religiöse Überzeugungen und konfessionell motivierte Verhaltensmuster von Belang, namentlich Protestantismus und Pietismus hätten wesentliche Grundlagen für die heutigen Naturwissenschaften geschaffen.

### Realismus
Eine zentrale Annahme der meisten naturalistischen Theorien ist zudem der Realismus: Es gibt eine vom Menschen unabhängige Realität, die in den Wissenschaften entdeckt und erforscht wird. Die Natur ist für den Naturalisten keine Erfindung des Geistes, wie vom subjektiven Idealismus angenommen. Vielmehr ist der Geist selbst Teil einer vom Menschen vorgefundenen Natur. Da etwa die Physik, Biologie oder Chemie reale Objekte und keine subjektiven, geistigen Konstruktionen beschreiben sollen, ist der Realismus oft eine implizite Annahme naturalistischer Theorien. Gerhard Vollmer macht diese Annahme explizit, da er die Forderung So viel Realismus wie möglich zur Charakterisierung des Naturalismus verwendet. Dabei weist er jedoch darauf hin, dass der Naturalismus nicht auf einen naiven Realismus festgelegt ist, der sagt, dass die Welt genauso ist, wie sie wahrgenommen wird. Ein naturalistischer Realismus scheint vielmehr zu vielen Revisionen der alltäglichen Vorstellungen von Realität zu führen. Dies ergibt sich zum einen aus der kognitionswissenschaftlichen Erkenntnis, dass in der Wahrnehmung oder im Gedächtnis die Welt nicht passiv im Geiste abgebildet, sondern gestaltet wird. Ein Beispiel hierfür ist die Wahrnehmung eines sich bewegenden Punktes, obwohl eigentlich nur zwei Lichter abwechselnd aufleuchten. Der Naturalist Wilfrid Sellars ging in seinem revisionistischen Realismus sogar so weit, zu behaupten, dass die Realität nur durch die Physik beschrieben wird und es in Wirklichkeit gar nicht alltägliche Objekte wie Tische, Häuser oder Stifte gebe.
Der naturalistische Realismus ist nicht nur gegen den subjektiven Idealismus gerichtet, sondern dient auch der Abgrenzung von relativistischen und subjektivistischen Theorien. Die zentrale These des Relativismus lautet, dass die Wahrheit eines Satzes immer vom historischen oder sozialen Kontext abhängig sei und es daher keine universell wahren Sätze gebe. Der allgemeine Relativismus dehnt diese Behauptungen auch auf die Naturwissenschaften aus. In diesem Sinne kann etwa ein radikaler Relativist behaupten, dass der Satz „Die Erde hat eine kugelähnliche Form“ heute wahr ist, aber im alten China falsch war. Demgegenüber wird ein typischer Naturalist erklären, dass die Naturwissenschaften objektive Fakten beschreiben, die unabhängig von sozialen oder kulturellen Kontexten sind. Der Satz „Die Erde hat eine kugelähnliche Form“ drückt dann eine universelle Wahrheit aus und hatte im Altertum die gleiche Gültigkeit wie heute.
Auch wenn der Realismus ein zentrales Element vieler naturalistischer Theorien ist, kann er nicht als definierendes Merkmal des Naturalismus angesehen werden. Zum einen ist nicht klar, ob der Realismus notwendig für den Naturalismus ist. So war etwa Willard Van Orman Quine einer der bekanntesten Naturalisten des 20. Jahrhunderts. Dennoch gibt es Zweifel, ob man die Quine’sche Philosophie „realistisch“ nennen könne. Quine versteht unter Naturalismus im Wesentlichen eine Auszeichnung naturwissenschaftlicher Forschungen bei gleichzeitiger Ablehnung von eigenständigen, philosophischen Methoden. Ein derartiger methodologischer Naturalismus scheint keine besondere realistische These vorauszusetzen. Zudem ist der Realismus sicherlich nicht hinreichend für den Naturalismus, da es viele realistische, nichtnaturalistische Theorien gibt. So basiert etwa die traditionelle christliche Theologie auf einer realistischen Metaphysik.

### Physikalismus und Reduktionismus
| Soziale Gruppen   |  |  |  |  |  |
|                   |  |  |  |  |  |
| Lebewesen         |  |  |  |  |  |
|                   |  |  |  |  |  |
| Zellen            |  |  |  |  |  |
|                   |  |  |  |  |  |
| Moleküle          |  |  |  |  |  |
|                   |  |  |  |  |  |
| Atome             |  |  |  |  |  |
|                   |  |  |  |  |  |
| Elementarteilchen |  |  |  |  |  |

Eine zentrale Behauptung naturalistischer Theorien lautet, dass die ganze Welt einschließlich des Menschen Teil der natürlichen Ordnung ist. Eine solche These wirft sogleich die Frage auf, was mit „natürliche Ordnung“ gemeint ist. Eine mögliche Antwort hierauf bietet der Physikalismus. Nach dieser These ist alles, was es gibt, physischer Natur. Auch Menschen und alle anderen Lebewesen erweisen sich als eine Zusammensetzung von kleinsten physischen Teilchen. Teil der natürlichen Ordnung zu sein, heißt also, Teil der physischen Ordnung zu sein. Der Physikalismus ist insbesondere gegen die Idee eines immateriellen Geistes gerichtet: Wenn sich alles aus der Zusammensetzung kleinster physischer Teilchen ergibt, muss dies auch für den Geist gelten.
Eine andere Interpretation der Behauptung Alles ist Teil der natürlichen Ordnung lautet wie folgt: Wenn etwas Teil der natürlichen Ordnung ist, dann lässt es sich zumindest prinzipiell auch durch die Naturwissenschaften erklären. Dies ist die These des Reduktionismus. Konsequente Reduktionisten gehen davon aus, dass sich prinzipiell auch soziale oder historische Phänomene mit Hilfe der Naturwissenschaften erklären lassen. Zudem setzt der Reduktionismus eine naturwissenschaftliche Erklärbarkeit des Bewusstseins voraus.
Viele Naturalisten bekennen sich zum Physikalismus und zum Reduktionismus. Wird in der Philosophie des Geistes von einer „Naturalisierung des Geistes“ gesprochen, so ist meist eine Reduktion gemeint. Dennoch ist der Begriff des Naturalismus nicht gleichbedeutend mit „Physikalismus“ oder „Reduktionismus“. Manche Naturalisten stellen die Orientierung an den Methoden der Naturwissenschaften ins Zentrum ihrer Philosophie. So erklärt etwa Quine: „Ich vertrete den Physikalismus als eine wissenschaftliche Position, aber wissenschaftliche Gründe könnten mich dereinst davon abbringen, ohne mich vom Naturalismus abzubringen.“

### Nichtreduktive ontologische Naturalismus-Varianten
Es gibt auch nichtreduktive Varianten des ontologischen Naturalismus, diese gehen davon aus, dass alle Entitäten natürliche Entitäten sind oder über natürliche Entitäten supervenieren. Der Grundgedanke ist die Emergenz. Unter Emergenz wird das Auftreten von Eigenschaften eines Systems verstanden, die ihre Elemente nicht aufweisen. Emergente Eigenschaften komplexer Strukturen können nicht auf die Eigenschaften ihrer Elemente reduziert werden.
Der nichtreduktive ontologische Naturalismus behauptet nicht, dass alle Entitäten auf natürliche Entitäten reduzierbar sind.
Er bejaht, dass es mentale, abstrakte und ethische Entitäten gibt. Die globale Supervenienz aller Entitäten über natürliche Entitäten ist gut belegt. Psychisches Erleben, z. B. Sehen ist erst möglich durch Augen und Gehirn, diese wiederum sind durch die biologische Evolution entstanden, die auf Biochemie beruht, die wiederum auf physikalischen Strukturen aufbaut.
Der synthetisch-nichtreduktive Naturalismus bestreitet im Gegensatz zum physikalischen Reduktionismus, dass sich Begriffe höherer Ebenen auf physikalische Entitäten beziehen, und behauptet, dass solche Begriffe auf nicht reduzierbare Entitäten höherer Ebenen Bezug nehmen – auf Entitäten, die zwar über den mikrophysikalischen Tatsachen supervenieren, aber nicht mit ihnen ident sind.
Zusammenfassend lässt sich sagen, der nichtreduktive ontologische Naturalismus lehnt übernatürliche Wesen, Prinzipien und Prozesse ab, nimmt aber die reale Existenz von erforschbaren und nicht erforschbaren Entitäten an, dazu zählen:
- Entitäten und Naturphänomene, die sinnlich fassbar sind
- Entitäten und Naturphänomene, die naturwissenschaftlich fassbar sind (z. B. Elementarteilchen)
- Entitäten und Phänomene, die geisteswissenschaftlich fassbar sind (z. B. Angst und deren Folgen)
- Entitäten und Phänomene, die sozialwissenschaftlich fassbar sind (z. B. das Funktionieren einer Demokratie)
- Entitäten und Phänomene, die wir noch nicht kennen (z. B. dunkle Materie, dunkle Energie)
- Entitäten und Phänomene, die wir prinzipiell nicht erfahren können (alles jenseits des beobachtbaren Universums, da die Lichtgeschwindigkeit dies begrenzt)

Entitäten, die mit den Naturgesetzen nicht vereinbar sind, werden abgelehnt.

### Methoden der Naturwissenschaften
In den meisten naturalistischen Konzeptionen der Gegenwart spielen die Methoden der Naturwissenschaften eine zentrale Rolle. So erklärt Sellars in einer berühmten Passage seines Werks Science, Perception and Reality: „Wenn es um die Beschreibung und Erklärung der Welt geht, sind die Naturwissenschaften das Maß aller Dinge.“ Eine solche Auszeichnung der Naturwissenschaften kann zum einen gegen die starke Betonung geistes- oder sozialwissenschaftlicher Ansätze gerichtet sein. Tatsächlich werden von Naturalisten viele Varianten der modernen Wissenschaftsgeschichte oder Wissenschaftssoziologie kritisiert. Es wird zwar anerkannt, dass sich der Wissenschaftsbetrieb auch als ein soziales und historisches Phänomen untersuchen lässt, dennoch betonen Naturalisten, dass die Erkenntnisse der Naturwissenschaft grundlegender seien und sich nicht durch historische oder soziale Kontexte relativieren lassen. Auch findet sich bei vielen Naturalisten eine Ablehnung etwa der poststrukturalistischen Literaturtheorie und Kulturwissenschaft sowie der Psychoanalyse. Dennoch steht eine Gegenüberstellung von Naturwissenschaften und den „weichen Wissenschaften“ nicht im Zentrum naturalistischer Theorien und meist wird argumentiert, dass der Naturalismus durchaus mit Respekt vor den Geisteswissenschaften kombinierbar ist.
Die zentrale Annahme des methodologischen Naturalismus ist vielmehr die Ablehnung einer eigenständigen, philosophischen Methode, die der empirischen Forschung vorausgeht und diese begründet. So schreibt etwa Quine von „der Erkenntnis, dass die Realität im Rahmen der Wissenschaft selbst identifiziert werden muss, nicht in einer vorgängigen Philosophie“ und von dem „Verzicht auf das Ziel einer der Naturwissenschaft vorgängigen Ersten Philosophie“. Eine Ablehnung eigenständiger, philosophischer Methoden bedeutet insbesondere einen Verzicht auf das A priori. Apriorische Erkenntnisse werden empirischen Erkenntnissen gegenübergestellt, da sie unabhängig von Erfahrungen der Welt möglich sein sollen. Apriorische Argumente finden sich zum einen in den großen metaphysischen Systemen der Philosophiegeschichte. Ein klassisches Beispiel ist hierfür Immanuel Kant, der in der Kritik der reinen Vernunft argumentierte, dass Raum und Zeit keine Bestandteile der vom Menschen unabhängigen Realität seien. Dies könne man jedoch nur durch eine apriorische („transzendentale“) Argumentation zeigen, da alle empirischen Wissenschaften bereits Raum und Zeit voraussetzten. Methodologische Naturalisten möchten eine derartige apriorische Metaphysik durch empirische Forschung ersetzen. Zum anderen richtet sich der methodologische Naturalismus jedoch auch gegen die klassische analytische Philosophie, die davon ausging, dass es mit der Begriffsanalyse eine apriorische, philosophische Methode gibt. Die Begriffsanalyse sollte apriorisch sein, da bei ihr nur auf die Bedeutung der Wörter und nicht auf die Welt Bezug genommen wird. Das klassische Beispiel für einen analytischen Satz ist „Alle Junggesellen sind unverheiratet“. Wenn man die Bedeutung der Wörter kennt, weiß man, dass dieser Satz wahr ist. Man muss keine empirische Untersuchung durchführen, um den Satz zu überprüfen. In der analytischen Philosophie sollten in diesem Sinne zentrale philosophische Begriffe wie „Wissen“ oder „Rechtfertigung“ auf apriorische Weise analysiert werden.
Naturalisten in der Tradition von Quine lehnen die Begriffsanalyse als eine apriorische Disziplin ab. Quine hatte 1951 in dem Aufsatz Two Dogmas of Empiricism argumentiert, dass es keine grundsätzliche Unterscheidung zwischen apriorisch-analytischen und empirisch-synthetischen Sätzen gibt. Später argumentierte Quine, dass der Wegfall von apriorischen Erkenntnissen auch zu einer Aufgabe der traditionellen, philosophischen Erkenntnistheorie führen müsse: Wenn es keine apriorische Erforschung des menschlichen Erkenntnisvermögens gebe, müsse man sich auf die empirische Untersuchung beschränken. Und die empirische Forschung werde nicht durch die Philosophie, sondern durch die Kognitionspsychologie betrieben. Bei Quine soll die naturalistische Erkenntnistheorie also letztlich in der empirischen Kognitionswissenschaft aufgehen. Manche Naturalisten gehen allerdings nicht so weit und argumentieren lediglich, dass eine moderne Erkenntnistheorie zunehmend die Erkenntnisse der Wissenschaften miteinbeziehen muss.

## Naturalismus in der Erkenntnistheorie

### Starker erkenntnistheoretischer Naturalismus
In der Gegenwartsphilosophie wird oft zwischen einem starken und einem schwachen erkenntnistheoretischen Naturalismus unterschieden. Während der starke Naturalismus die philosophische Analyse menschlicher Erkenntnis letztlich vollständig in der empirischen Kognitionswissenschaft auflösen will, erklären schwache erkenntnistheoretische Naturalisten lediglich, dass die Erkenntnistheorie durch empirische Forschung ergänzt und verändert werden müsse. Die klassische Formulierung des Programms des starken Naturalismus findet man in Quines Aufsatz Epistemology Naturalized: „Aber wozu all diese erfinderischen Rekonstruktionen, all dieser Zauber? Letztlich sind ja die Reizungen der eigenen Sinnesrezeptoren das einzige, was man hatte, um zu seinem Bild der Welt zu kommen. Warum sollte man nicht einfach zu ermitteln suchen, wie diese Konstruktion wirklich vorgeht? Warum sich nicht mit Psychologie begnügen?“
Wie hat man sich eine solche Ersetzung der Erkenntnistheorie durch die empirischen Wissenschaften aber genau vorzustellen? Das klassische Beispiel von Naturalisten ist hier die Analyse der Begriffe „Wissen“ und „Rechtfertigung“. Nach einem Vorschlag aus Platons Theaitetos wurde der Begriff des Wissens in der Erkenntnistheorie als wahre, gerechtfertigte Meinung definiert. Eine derartige Begriffsanalyse scheint auf den ersten Blick recht überzeugend: Wenn jemand weiß, dass Brasilien das bevölkerungsreichste Land Lateinamerikas ist, dann muss er auch eine entsprechende Meinung haben. Doch alleine eine Meinung reicht nicht, denn bei falschen Meinungen kann man nicht von Wissen sprechen. Wissen ist also mindestens wahre Meinung, aber auch dies ist noch nicht hinreichend. Man kann etwa eine wahre Meinung in Bezug auf die nächste Lottozahl haben, was allerdings nicht bedeutet, dass man weiß, was die nächste Lottozahl ist. Von „Wissen“ wird man hier nicht reden, weil man bei einem derartigen, zukünftigen Ereignis keine überzeugenden Gründe für seine Meinung angeben kann. In diesem Sinne ging die klassische Erkenntnistheorie davon aus, dass Wissen als wahre, gerechtfertigte Meinung zu definieren ist.
1963 veröffentlichte der Philosoph Edmund Gettier einen Aufsatz, in dem er das Gettier-Problem formulierte: Es scheint Situationen zu geben, in denen eine Person eine gerechtfertigte, wahre Meinung, aber dennoch kein Wissen hat. Die klassische Begriffsanalyse schien also verfehlt zu sein und bald machten sich Philosophen daran, neue Definitionsvorschläge zu unterbreiten. 1967 führte Alvin Goldman die Debatte jedoch in eine neue Richtung, indem er argumentierte, dass man dem Begriff des Wissens gar nicht durch eine Analyse von Gründen und rationalen Argumenten näher komme. Vielmehr ergebe sich Wissen aus einer kausalen und damit empirisch überprüfbaren Verbindung. Schaut man etwa der Ziehung der Lottozahlen zu und stellt fest, dass man gewonnen hat, so erwirbt man Wissen, weil es eine verlässliche, kausale Verbindung zwischen den gezogenen Zahlen und der erworbenen Meinung gibt. Hat man hingegen die wahre Meinung, dass man mit einer bestimmten Zahlenkombination im Lotto gewinnen wird, so handelt es sich nicht um Wissen, da es keine kausale Verbindung zwischen den (noch nicht gezogenen) Zahlen und der eigenen Meinung gibt.
Goldmans Analyse ist naturalistisch, da sie die Begriffe „Wissen“ und „Rechtfertigung“ durch eine empirisch überprüfbare Verbindung bestimmen will. Möchte man erfahren, ob eine bestimmte Meinung gerechtfertigt ist oder Wissen darstellt, müsse man nicht auf die Gründe und Argumente einer Person schauen. Vielmehr müsse man überprüfen, ob die Meinung der Person in geeigneten kausalen Verbindungen steht. Starke erkenntnistheoretische Naturalisten möchten derartige Behauptungen verallgemeinern: Die Analyse menschlicher Erkenntnis erfordere nicht mehr als eine Untersuchung kausaler Verbindungen von Meinungen und ihren Ursachen.

### Einwand der Normativität
Gegen das Konzept der Erkenntnistheorie ist häufig eingewandt worden, dass sich die Erkenntnistheorie und die Naturwissenschaften mit grundsätzlich verschiedenen Themen beschäftigen. So hat etwa Jaegwon Kim darauf hingewiesen, dass die Erkenntnistheorie ein normatives Unternehmen sei. Normative Aussagen behandeln – im Gegensatz zu deskriptiven Aussagen – nicht die Frage, was der Fall ist. Sie beschreiben vielmehr, was der Fall sein sollte. So ist etwa die Aussage „Der Ausstoß von CO2 sollte zurückgehen“ normativ und die Aussage „Der Ausstoß von CO2 geht zurück“ deskriptiv. Kim weist nun darauf hin, dass die Erkenntnistheorie im Wesentlichen normative Fragen behandelt, so stellt sie etwa die Frage, welche Bedingungen Meinungen erfüllen sollen, damit man sie als gerechtfertigt akzeptieren kann. Sie stellt nicht die deskriptive Frage, nach welchen Kriterien Menschen de facto Aussagen als gerechtfertigt betrachten. Während die Erkenntnistheorie also normative Fragen behandelt, beschränken sich die Naturwissenschaften auf deskriptive Themen. In den Naturwissenschaften werde beschrieben, was der Fall ist und nicht, was der Fall sein sollte.
Akzeptiert man die Kennzeichnung der Erkenntnistheorie als normativ und der Naturwissenschaften als deskriptiv, so ist nicht mehr leicht zu sehen, wie die Erkenntnistheorie durch die Naturwissenschaften ersetzt werden könnte. Die Naturwissenschaften scheinen zu den Fragen der Erkenntnistheorie gar nichts zu sagen zu haben, da sie ein ganz anderes Thema behandeln. Starke Naturalisten in der Tradition von Quine reagieren auf diesen Einwand, indem sie akzeptieren, dass die Fragen der traditionellen Erkenntnistheorie im Programm des Naturalismus keinen Platz haben. So erklärt Quine, dass die traditionelle Erkenntnistheorie mit ihrem Programm gescheitert sei, Kriterien für Rechtfertigungen zu liefern. Statt eines verfehlten, philosophischen Programms solle man sich lieber daran orientieren, was in den Wissenschaften tatsächlich als Rechtfertigung akzeptiert wird.
Eine derart radikale Abkehr von der klassischen Erkenntnistheorie wird selbst von den meisten Naturalisten abgelehnt. Sie argumentieren, dass man letztlich nicht auf die normative Frage „Wann soll man eine Aussage als gerechtfertigt betrachten?“ verzichten kann. Auch Wissenschaftler müssen sich die Frage stellen, wann sie Belege für berücksichtigenswert erachten sollen und wann nicht. Dem starken erkenntnistheoretischen Naturalismus wird daher oft ein schwacher Naturalismus entgegengestellt. Dieser will die normative Erkenntnistheorie nicht durch die Wissenschaften ersetzen, sondern sie durch empirische Erkenntnisse ergänzen. In diesem Sinne schreibt Susan Haack: „Die Resultate der Kognitionswissenschaften können relevant für die Lösung traditioneller, erkenntnistheoretischer Probleme sein, und es ist legitim, sie dafür zu verwenden.“ Gleichzeitig wird von Kritikern naturalistischer Theorien darauf verwiesen, dass sie gar nicht bezweifeln, dass empirische Daten in der Erkenntnistheorie eine Rolle spielen. Folglich ist zwischen schwachen erkenntnistheoretischen Naturalisten und Naturalismuskritikern eher umstritten, wie groß die Rolle empirischer Daten in der Erkenntnistheorie ist und an welchen Stellen sie nützlich sind.

## Kritik am methodologischen Naturalismus
Der erkenntnistheoretische Naturalismus ist ein zentraler Aspekt des allgemeineren Programms des methodologischen Naturalismus. Der methodologische Naturalismus ist durch seinen Bezug auf die naturwissenschaftlichen Methoden definiert. In seiner stärksten Variante behauptet er, dass letztlich nur die Naturwissenschaften zu wahren Beschreibungen der Welt führen und es keine von den Naturwissenschaften unabhängige, philosophische Methode gebe. Ein derart radikaler Naturalismus muss sich den Einwand der Widersprüchlichkeit gefallen lassen, da die Behauptungen des methodischen Naturalismus offenbar selbst keine naturwissenschaftlich begründbaren Aussagen sind. Dieses Problem des radikalen Naturalismus ist aus der Geschichte des Positivismus und der in ihm formulierten Sinnkriterien bekannt. So erklärte Ludwig Wittgenstein in dem 1918 vollendeten Tractatus, dass letztlich nur empirisch überprüfbare Aussagen sinnvoll seien. Dabei war ihm allerdings selbst klar, dass der Satz „Nur empirisch überprüfbare Aussagen sind sinnvoll“ selbst nicht empirisch überprüfbar ist und daher nach seinen eigenen Kriterien unsinnig sein muss. Wittgenstein zog daraus die Konsequenz: „Meine Sätze erläutern sich dadurch, dass sie der, welcher mich versteht, am Ende als unsinnig erkennt. […] Er muss diese Sätze überwinden, dann sieht er die Welt richtig.“ In diesem Zusammenhang werden meistens auch Wittgensteins berühmte Worte gesehen: „Worüber man nicht sprechen kann, darüber muss man schweigen.“
Wollen methodische Naturalisten dem Problem des frühen Wittgenstein entgehen, stehen ihnen verschiedene Wege offen. Zum einen können sie auf allgemeine Sinnaussagen verzichten und sich einfach ohne philosophische Begründung hinter die Methoden der Naturwissenschaften stellen. In diesem Falle bleibt aber unklar, warum man naturwissenschaftliche Methoden besonders bevorzugen soll. Verzichtet der Naturalist auf eine Begründung seiner Auszeichnung naturwissenschaftlicher Methoden, so kann ihm ein Naturalismuskritiker eine unreflektierte Parteinahme vorwerfen. So erklärt Peter Janich: In diesem „Falle ist der Naturalist wie ein Fan einer erfolgreichen Fußballmannschaft, der sich beim Siegeszug durch die Stadt anschließt“. Zum anderen steht es dem methodologischen Naturalisten aber auch offen, eine philosophische Begründung für seine Auszeichnung naturwissenschaftlicher Methoden zu bieten. Dieser Zug setzt allerdings voraus, dass der Naturalist die Radikalität seiner These einschränkt. Wenn er eine philosophische Begründung für den Naturalismus liefert, kann er nicht zugleich philosophische Methoden grundsätzlich ablehnen. In diesem Sinne fordert Vollmer eine Minimalmetaphysik, die etwa die großen metaphysischen Systementwürfe der Philosophiegeschichte ausschließt. Eine solche Position muss allerdings erklären, wie man die akzeptable, erlaubte Minimalmetaphysik von der inakzeptablen, allgemeinen Metaphysik trennen kann.

## Naturalismus in der Philosophie des Geistes
Der Mensch selbst erweist sich als zentrales „Problem“ naturalistischer Theorien. Er lässt sich einerseits durch die Naturwissenschaften beschreiben, die Humanbiologie ist hierfür ein offensichtliches Beispiel. Zugleich scheint mit den naturwissenschaftlichen Beschreibungen eben nur ein Teil des Menschen erfasst: Menschen sind Naturwesen, sie sind aber zugleich Kulturwesen, die sich in sozialen Gemeinschaften organisieren, eine Geschichte haben sowie etwa Kunst und Literatur schaffen. Der Kulturaspekt scheint wiederum nur verständlich zu sein, weil Menschen Wesen mit einem komplexen Geist sind – weil sie Wünsche, Emotionen, Gedanken und Erinnerungen haben können und weil sie kraft ihrer geistigen Fähigkeiten eine Sprache beherrschen. Es reicht daher nicht, wenn ein Naturalist auf die human- oder neurobiologischen Untersuchungen des Menschen verweist. Will er ein allgemeines naturalistisches Programm vertreten, muss er zudem zeigen, dass die geistigen Aspekte nicht in Konflikt mit dem naturalistischen Spruch „Alles ist Natur“ geraten.
Auch in der Philosophie des Geistes nimmt der Naturalismus verschiedene Formen an. Einige naturalistische Theorien sind durch einen Physikalismus gekennzeichnet. Ihre zentrale These lautet, dass der Mensch nicht aus einem biologisch-physischen Körper und einem immateriellen Geist zusammengesetzt ist. Vielmehr erweist sich der Geist nach Meinung von physikalistischen Naturalisten als Teil der physischen Wirklichkeit. Eine stärkere Variante des Naturalismus ist der Reduktionismus, nach dem der Geist nicht nur Teil der physischen Welt ist, sondern sich auch durch die Naturwissenschaft erklären lässt. Viele Philosophen sind allerdings der Ansicht, dass der physikalistische Naturalismus zum reduktionistischen Naturalismus führen muss: Wenn der Geist ein biologisch-physisches Phänomen ist, muss er sich zumindest prinzipiell auch durch Biologie und Physik erklären lassen. Gelegentlich wird in der Philosophie des Geistes auch in einem sehr viel schwächeren Sinne von „Naturalismus“ geredet, so nennt etwa David Chalmers seinen Eigenschaftsdualismus „Naturalistischer Dualismus“. Damit behauptet Chalmers, dass seine Konzeption nicht im Widerspruch zu den grundlegenden Annahmen der Naturwissenschaften (etwa dem Energieerhaltungssatz) stehe und keine religiösen Annahmen Argumente enthalte – etwa die Existenz einer körperunabhängigen Seele.

### Drei Probleme der Naturalisierung des Geistes
Der Naturalismus der Philosophie des Geistes ist problemorientiert. Naturalisten versuchen Merkmale des Geistes zu bestimmen, die ein Problem für naturwissenschaftliche Beschreibungen darstellen. Im Folgenden versuchen sie zu zeigen, dass sich diese Merkmale doch im Rahmen einer naturwissenschaftlichen Untersuchung analysieren lassen. Dabei wird oft von drei kritischen Merkmalen des Geistes ausgegangen:
1. Geistige Prozesse wie Gedanken oder Erinnerungen haben eine Bedeutung bzw. einen semantischen Gehalt. Aufgrund dieser Bedeutung können etwa Gedanken wahr oder falsch sein und sind für Gründe zugänglich. Demgegenüber scheinen biologische oder physische Prozesse nicht mit Bedeutung geladen zu sein. Dies zeigt sich unter anderem daran, dass man bei einem biologischen Prozess nicht fragen kann, ob er wahr ist. Auch werden biologische Prozesse nicht durch Gründe, sondern durch Ursachen geleitet. Naturalisten müssen sich folglich fragen, wie sich die Bedeutung geistiger Prozesse durch eine naturwissenschaftliche Analyse erklären lassen soll. Diese Frage wird in der Philosophie des Geistes in der Tradition von Franz Brentano als Intentionalitätsproblem diskutiert.[33]
2. Geistige Prozesse sind mit einem Erlebnisaspekt verknüpft. Es fühlt sich auf eine bestimmte Weise an, Schmerzen zu erleben, einen Kaffee zu trinken oder gekitzelt zu werden. Diese subjektive Erlebniskomponente scheint im Rahmen einer biologischen Beschreibung jedoch keinen Platz zu haben. Blickt man auf die biologischen Prozesse, die in einer Person vorgehen, so wird man keine Erklärung für das spezifische Erleben der Person finden. Der Zusammenhang zwischen subjektivem Erleben und der objektiven, naturwissenschaftlichen Beschreibung wird in der Philosophie als Qualiaproblem diskutiert.[34]
3. Geistige Prozesse finden aus einer bestimmten Perspektive statt, die durch das Wort „Ich“ ausgedrückt werden kann. Es ist immer ein Subjekt, das empfindet, will, erkennt, denkt oder erinnert. Diese Perspektivenzentriertheit geistiger Prozesse scheint sich im biologischen oder physischen Geschehen nicht wiederzufinden. Zwar kann man auch physische Prozesse nur aus einer bestimmten Perspektive wahrnehmen, aber ein physischer Prozess scheint selbst nicht aus einer Perspektive stattzufinden. Naturalisten haben sich also mit der Frage auseinanderzusetzen, wie sich perspektivische, geistige Fakten durch nichtperspektivisches, physisches Geschehen erklären lassen sollen. Dieses Problem lässt sich durch eine sprachphilosophische Herausforderung verdeutlichen: Der indexikalische und somit perspektivische Satz „Ich habe Angst.“ lässt sich nicht in einen Satz ohne das Wort „Ich“ übersetzen. Äußert etwa Friedrich Nietzsche diesen Satz, so mag man zunächst an die Übersetzung „Friedrich Nietzsche hat Angst.“ denken. Die beiden Sätze sind jedoch nicht bedeutungsgleich, Nietzsche könnte dem ersten Satz zustimmen und den zweiten ablehnen, wenn er nicht mehr weiß, dass er selbst Friedrich Nietzsche ist. Man müsste also den zweiten Satz durch „… und ich bin Friedrich Nietzsche.“ ergänzen. Damit wäre das Wort „Ich“ allerdings auch wieder im zweiten Satz vorhanden.[35]

### Intentionalität

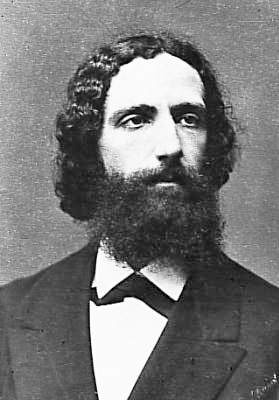
Franz Brentano

Die Intentionalität gilt seit Franz Brentano als eine zentrale Eigenschaft des Geistes. In der 1874 veröffentlichten Psychologie vom empirischen Standpunkte erklärte Brentano:
„Jedes psychische Phänomen ist durch das charakterisiert, was die Scholastiker des Mittelalters die intentionale (auch wohl mentale) Inexistenz eines Gegenstandes genannt haben, und was wir, obwohl mit nicht ganz unzweideutigen Ausdrücken, die Beziehung auf einen Inhalt, die Richtung auf ein Objekt (worunter / hier nicht eine Realität zu verstehen ist), oder die immanente Gegenständlichkeit nennen würden. Jedes enthält etwas als Objekt in sich, obwohl nicht jedes in gleicher Weise. In der Vorstellung ist etwas vorgestellt, in dem Urteile ist etwas anerkannt oder verworfen, in der Liebe geliebt, in dem Hasse gehasst, in dem Begehren begehrt usw. Diese intentionale Inexistenz ist den psychischen Phänomenen ausschließlich eigentümlich. Kein physisches Phänomen zeigt etwas Ähnliches.“ (Kursivschreibung eingefügt) 
Intentionale Ereignisse sind also dadurch ausgezeichnet, dass sie sich auf etwas beziehen. Einfache Beispiele können dies verdeutlichen: Der Gedanke an die Kuh auf der Wiese bezieht sich auf die Kuh auf der Wiese, die Erinnerung an die letzte Reise bezieht sich auf die letzte Reise. Erst durch diese intentionale Bezugnahme werden weitere Eigenschaften mentaler Zustände verständlich. Gedanken können etwa wahr oder falsch sein, weil sie sich auf etwas in der Außenwelt beziehen. Der Gedanke „Dort steht eine Kuh auf der Wiese.“ ist genau dann wahr, wenn wirklich eine Kuh auf der Wiese steht, und ist falsch, wenn man etwa ein Pferd in der Dunkelheit für eine Kuh hält. Wird in der Philosophie des Geistes über die Naturalisierung des Geistes gestritten, so geht es meist um die Frage nach einer naturwissenschaftlichen Erklärung der Intentionalität. Siehe dazu auch den Zusammenhang von Signifikat und Signifikant.
Brentano erklärt, dass die Intentionalität ein Merkmal psychischer Phänomene ist, während physische Phänomene nichtintentional sind. Physische Ereignisse stehen zwar in Ursache-Wirkungs-Zusammenhängen, sie beziehen sich jedoch nicht intentional auf ein Objekt oder einen Sachverhalt. Auch dies kann man durch Beispiele verdeutlichen: Denkt eine Person „Herodot war ein Historiker“, so bezieht sie sich auf Herodot und ihr Gedanke ist wahr, da Herodot tatsächlich ein Historiker war. Die neuronalen (oder auch physischen) Ereignisse in der Person scheinen sich jedoch nicht auf Herodot zu beziehen. Es scheint, dass man daher auch nicht sagen kann, dass neuronale (oder physische) Ereignisse wahr oder falsch sind. Was sollte es heißen, zu sagen: „Dieses Neuronenfeuern ist falsch“? Wollen Naturalisten eine irreduzible, geistige Intentionalität vermeiden, so müssen sie erklären, wie sich intentionale, psychische Ereignisse aus nichtintentionalen, biologischen oder physischen Ereignissen ergeben.
Ein beliebter Startpunkt für naturalistische Konzeptionen der Intentionalität ist der Begriff der Repräsentation. Von Repräsentationen wird mittlerweile auch häufig in der Psychologie, der künstlichen Intelligenz und den Neurowissenschaften geredet. Es liegt für einen Naturalisten daher nahe, zu behaupten: Wenn ein Zustand intentional ist, dann ist er eine Repräsentation. Da es auch etwa neuronale Repräsentationen gibt, könne man intentionale Zustände auf die entsprechenden Repräsentationen im Gehirn zurückführen. Es gebe also den Gedanken „Dort ist eine Kuh auf der Wiese.“, weil es eine interne Repräsentation einer Kuh auf einer Wiese gibt. Mit dem Verweis auf Repräsentationen kann es aber noch nicht getan sein. Will man das Problem nicht einfach verschieben, so muss man eine naturalistische Interpretation des Begriffs der Repräsentation bieten. An dieser Stelle setzt die Theorie des Philosophen und Kognitionswissenschaftlers Jerry Fodor an. Die vereinfachte These lautet: Ein Zustand X repräsentiert einen anderen Zustand Y, wenn X durch Y verursacht wird. Wird ein bestimmter Zustand in einem System etwa durch Kühe auf Wiesen verursacht, so repräsentiert dieser Zustand Kühe auf Wiesen. Der Gedanke „Dort ist eine Kuh auf der Wiese.“ bekommt seinen intentionalen Gehalt nach Fodor also deshalb, weil er durch Kühe auf Wiesen verursacht wird. Fodor sieht allerdings selbst, dass seine Analyse zu Problemen führt. Der Gedanke „Dort ist eine Kuh auf der Wiese.“ kann bei schlechten Sichtverhältnissen auch durch ein Pferd verursacht werden. Wie kann man bei einer solchen kausalen Verbindung erklären, dass der Gedanke von einer Kuh und nicht von einem Pferd handelt? Fodor hat für dieses Problem zwar Lösungsvorschläge entwickelt, dennoch bleibt umstritten, ob eine kausale Analyse der Intentionalität möglich ist.
Der Philosoph Daniel Dennett vertritt die Ansicht, dass Fodors Ansatz letztlich zum Scheitern verurteilt ist. Nach Dennett muss man als Naturalist gar keine Erklärung für intentionale Zustände anbieten, da sie nicht mehr als nützliche Fiktionen sind. Gedanken oder Wünsche sind also nach Dennett gar nicht Teil einer objektiven Wirklichkeit, sondern Fiktionen, mit denen man Verhalten prognostizieren kann. Dennett versucht seine These zu begründen, indem er auf verschiedene Einstellungen hinweist, die man gegenüber einem System einnehmen kann. Zunächst gibt es eine physikalische Einstellung: Man kann ein System in seinen physischen Eigenschaften beschreiben und so sein Verhalten vorhersagen. Das Verhalten eines Systems in physikalischer Einstellung vorherzusagen, wird jedoch oft aus Komplexitätsgründen nicht möglich sein. An dieser Stelle kann man zu einer funktionalen Einstellung greifen: Um eine Uhr zu verstehen und ihr Verhalten zu prognostizieren, muss man nur die Bedienungsweise und die Prinzipien des Bauplans kennen, die konkreten physischen Bedingungen für ihr Funktionieren können vernachlässigt werden. Doch manchmal sind Systeme sogar zu komplex, um ihnen in funktionaler Einstellung beizukommen. Dies gilt etwa von Menschen und Tieren. Hier greift die intentionale Einstellung: Das Verhalten eines Systems wird erklärt, indem man ihm Gedanken zuspricht. So sagt man etwa auch das Verhalten von Schachcomputern voraus: „Er denkt, dass ich den Turm opfern will.“ Dennoch hat ein Schachcomputer keine mysteriösen, mentalen Zustände, die eine Herausforderung für den Naturalismus darstellen würden. Die Verwendung von intentionalem Vokabular sei eine pragmatische Strategie zur Verhaltensvorhersage. Nach Dennett verhält es sich bei Menschen nicht anders, es gebe streng genommen keine intentionalen Zustände, die ein Problem für den Naturalismus darstellen würden. Gegen Dennetts Ansatz ist etwa von Fodor eingewandt worden, dass er nicht erklären kann, warum die intentionale Einstellung so erfolgreich ist. Es sei nicht verständlich, dass die auf Gedanken und Wünschen basierende Psychologie so gut funktioniert, wenn es eigentlich gar keine Gedanken und Wünsche gibt. Auch Dennett hat seinen Ansatz mittlerweile deutlich abgeschwächt.
Über den richtigen Umgang mit dem Phänomen der Intentionalität herrscht in der Philosophie des Geistes weiterhin große Uneinigkeit. So versuchen etwa Ruth Millikan und David Papineau, intentionale Zustände durch eine evolutionsbiologische Analyse zu erklären. Patricia und Paul Churchland wollen die gesamte Alltagspsychologie (also auch alle intentionalen Begriffe) durch eine naturwissenschaftliche Sprache ersetzen und naturalismuskritische Theoretiker wie Hilary Putnam und John Searle erklären, dass man das ganze Programm einer Naturalisierung des Geistes aufgeben sollte.

## Naturalismus in der Metaethik und Ethik
Der Begriff „Naturalismus“ hat in Zusammenhang mit Ethik zwei verschiedene Bedeutungen:
- Bei Ethikern und sprachanalytischen Philosophen ist „Naturalismus“ der Fachbegriff für eine Richtung der Metaethik.
- Bei Biologen und Evolutionstheoretikern wird diskutiert, welchen Platz die Ethik in einem naturalistischen Weltbild hat. Von Anhängern der Evolutionären Erkenntnistheorie oder der Evolutionären Psychologie wird versucht eine Evolutionäre Ethik daraus abzuleiten. Diese gehört in die Angewandte Ethik, d. h. befasst sich mit der Bestimmung von Normen. Das wirft die metaethische Frage nach dem Verhältnis zwischen den normativen, moralischen Aussagen und den deskriptiven Beschreibungen der Naturwissenschaften auf.